# Cranioleuca gutturata
Cranioleuca gutturata là một loài chim trong họ Furnariidae.